# Pravé antilopy
Pravé antilopy je podčeleď turovitých zahrnujích asi 17 středně velkých druhů. Mají štíhlé tělo. Rohy mají samci a někdy i samice. Obývají travnaté stepi a polopouště v Africe a v Asii.

## Klasifikace
- Čeleď Bovidae
  - Podčeleď Antilopinae
    - Rod Ammodorcas
      - dibatag (Ammodorcas clarkei)

    - Rod Antidorcas
      - antilopa skákavá (Antidorcas marsupialis)

    - Rod Antilope
      - antilopa jelení (Antilope cervicapra)

    - Rod Dorcatragus
      - beira (Dorcatragus megalotis)

    - Rod Eudorcas
      - gazela rezavočelá (Eudorcas rufrifrons)
      - gazela červená (Eudorcas rufina) †
      - gazela Thomsonova (Eudorcas thomsoni)

    - Rod Gazella
      - Podrod Deprezia
        - Gazella psolea †

      - Podrod Gazella
        - gazela arabská (Gazella arabica) †
        - gazela indická (Gazella benettii)
        - gazela jemenská (Gazella bilkis) †
        - Gazella borbonica †
        - Gazella capricornis †
        - gazela dorkas (Gazella dorcas)
        - gazela obecná (Gazella gazella)
        - Gazella janenschi †
        - Gazella mytilinii †
        - Gazella negevensis †
        - Gazella praethomsoni †
        - gazela dlouhorohá (Gazella saudiya) †
        - gazela Spekeova (Gazella spekei)

      - Podrod Trachelocele
        - Gazella atlantica †
        - gazela atlaská (Gazella cuvieri)
        - gazela písková (Gazella leptoceros)
        - džejran (Gazella subgutturosa)
        - Gazella tingitana †

    - Rod Litocranius
      - antilopa žirafí (Litocranius walleri)

    - Rod Madoqua
      - dikdik Günterův (Madoqua guntheri)
      - dikdik Kirkův (Madoqua kirkii)
      - dikdik somálský (Madoqua piacentinii)
      - dikdik severní (Madoqua saltiana)

    - Rod Nanger
      - gazela dama (Nanger dama)
      - gazela Grantova (Nanger granti)
      - gazela Soemmerringova (Nanger soemmerringii)

    - Rod Neotragus
      - antilopka zakrslá (Neotragus batesi)
      - antilopka pižmová (Neotragus moschatus
      - antilopka trpasličí (Neotragus pygmaeus)

    - Rod Oreotragus
      - skálolez (Oreotragus oreotragus)

    - Rod Ourebia
      - oribi (Ourebia ourebi)

    - Rod Pantholops
      - čiru (Pantholops hodgsonii)

    - Rod Procapra
      - dzeren (Procapra gutturosa)
      - gazela tibetská (Procapra picticaudata)
      - gazela Převalského (Procapra przewalskii)

    - Rod Raphicerus
      - antilopa trávní (Raphicerus campestris)
      - antilopa černouchá (Raphicerus melanotis)
      - antilopa Sharpeova (Raphicerus sharpei)

    - Rod Saiga
      - sajga tatarská (Saiga tatarica)